# Persone di nome Erick
| Questa pagina contiene informazioni ricavate automaticamente dalle voci biografiche con l'ausilio del template Bio e di un bot. L'aggiornamento è periodico e automatico e ricostruisce completamente la pagina. Se manca una persona in questa lista, sei pregato di non aggiungerla, ma accertati piuttosto che la sua voce biografica contenga il template Bio e che i dati anagrafici siano correttamente compilati. Se il template Bio manca, inseriscilo tu stesso o, in alternativa, metti l'avviso {{tmp\|Bio}} che ne segnala la mancanza. Se i dati riportati sono sbagliati, correggi direttamente la voce biografica; le modifiche saranno visibili in questa lista entro pochi giorni. Per chiarimenti vedi il progetto antroponimi. La lista contiene solo le 52 persone che sono citate nell'enciclopedia e per le quali è stato implementato correttamente il template Bio. Pagina aggiornata al 16 ott 2024. |

Questa è una lista di persone presenti nell'enciclopedia che hanno il prenome Erick, suddivise per attività principale.

## Allenatori di calcio(1)
- Erick Mombaerts, allenatore di calcio, dirigente sportivo e ex calciatore francese (Chantecoq, n. 1955)

## Artisti marziali misti(1)
- Erick Silva, artista marziale misto brasiliano (Vila Velha, n. 1984)

## Attori(1)
- Erick Torres, attore e cantante colombiano (n. 2001)

## Autori di giochi(1)
- Erick Wujcik, autore di giochi e autore di videogiochi statunitense (n. 1951 - San Rafael, † 2008)

## Calciatori(25)
- Erick Andino, calciatore honduregno (San Pedro Sula, n. 1989)
- Erick Cabaco, calciatore uruguaiano (Montevideo, n. 1995)
- Erick Cabalceta, calciatore costaricano (San José, n. 1993)
- Erick Cano, calciatore boliviano (Cochabamba, n. 1999)
- Erick Castillo, calciatore ecuadoriano (Esmeraldas, n. 1995)
- Erick Luis Conrado Carvalho, calciatore brasiliano (Nova Lima, n. 1997)
- Erick Farias, calciatore brasiliano (Pelotas, n. 1997)
- Erick Delgado, ex calciatore peruviano (Lima, n. 1982)
- Erick Ferigra, calciatore ecuadoriano (Guayaquil, n. 1999)
- Erick Fión, ex calciatore e ex giocatore di calcio a 5 guatemalteco (n. 1976)
- Erick Flores, calciatore brasiliano (Rio de Janeiro, n. 1989)
- Erick Iragua, calciatore boliviano (Santa Cruz de la Sierra, n. 1995)
- Erick Lonnis, ex calciatore costaricano (Turrialba, n. 1965)
- Erick Norales, ex calciatore honduregno (La Ceiba, n. 1985)
- Erick Otieno, calciatore keniota (Nairobi, n. 1996)
- Erick Japa, calciatore dominicano (San Cristóbal, n. 1999)
- Erick Pulgar, calciatore cileno (Antofagasta, n. 1994)
- Erick Rizo, calciatore cubano (Santiago de Cuba, n. 1991)
- Erick Scott, ex calciatore costaricano (Limón, n. 1981)
- Erick Sánchez, calciatore messicano (Città del Messico, n. 1999)
- Erick Omar Torres, ex calciatore peruviano (Puerto Maldonado, n. 1975)
- Erick Téllez, calciatore nicaraguense (Managua, n. 1989)
- Erick Wiemberg, calciatore cileno (Valdivia, n. 1994)
- Erick de Arruda Serafim, calciatore brasiliano (Recife, n. 1997)
- Erick Marcus, calciatore brasiliano (Rio de Janeiro, n. 2004)

## Cestisti(4)
- Erick Barkley, ex cestista e allenatore di pallacanestro statunitense (New York, n. 1978)
- Erick Dampier, ex cestista statunitense (Jackson, n. 1975)
- Erick Green, cestista statunitense (Inglewood, n. 1991)
- Erick Rivera, ex cestista portoricano (n. 1973)

## Danzatori(1)
- Erick Hawkins, ballerino e coreografo statunitense (Trinidad, n. 1909 - New York, † 1994)

## Disc jockey(1)
- Erick Morillo, disc jockey e produttore discografico statunitense (New York, n. 1971 - Miami Beach, † 2020)

## Giocatori di calcio a 5(3)
- Erick Acevedo, giocatore di calcio a 5 guatemalteco (n. 1980)
- Erick Bellomo, giocatore di calcio a 5 brasiliano (San Paolo, n. 1978)
- Erick Mendonça, giocatore di calcio a 5 portoghese (Guadalajara, n. 1995)

## Giocatori di football americano(1)
- Erick All, giocatore di football americano statunitense (Fairfield, n. 2000)

## Giocatori di poker(1)
- Erick Lindgren, giocatore di poker statunitense (Burney, n. 1976)

## Imprenditori(1)
- Erick Thohir, imprenditore e politico indonesiano (Giacarta, n. 1970)

## Lunghisti(1)
- Erick Walder, ex lunghista statunitense (Mobile, n. 1971)

## Maratoneti(2)
- Erick Kiptoon, ex maratoneta keniota (n. 1978)
- Erick Wainaina, maratoneta keniota (Nyahururu, n. 1973)

## Marciatori(1)
- Erick Barrondo, marciatore guatemalteco (San Cristóbal Verapaz, n. 1991)

## Rapper(2)
- Alemán, rapper messicano (Cabo San Lucas, n. 1990)
- Erick Sermon, rapper e beatmaker statunitense (Bay Shore, n. 1968)

## Scrittori(1)
- Erick de Armas, scrittore cubano (L'Avana, n. 1965)

## Tennisti(1)
- Erick Iskersky, ex tennista statunitense (Toledo, n. 1958)

## Tuffatori(1)
- Erick Fornaris Álvarez, tuffatore cubano (L'Avana, n. 1979)

## Violinisti(1)
- Erick Friedman, violinista statunitense (Newark, n. 1939 - New Haven, † 2004)

## Wrestler(1)
- Erick Stevens, wrestler statunitense (Sarasota, n. 1982)